# Philippe IV (Vélasquez, 1626-1628)
Le portrait de Philippe IV en armure est une huile sur toile de  Diego Vélasquez. Il  fut probablement peint en deux étapes en 1626 et 1628 et est conservé au Musée du Prado à Madrid.

## Histoire
Il s'agit d'un des premiers portraits du roi Philippe IV d'Espagne par Vélasquez après avoir été nommé peintre du roi en 1623. La toile semble avoir été coupée sur ses quatre côtés, bien que la première description qu'on ait de lui, alors qu'il était dans la collection du Duc d'Arco, indique les mêmes dimensions qu'aujourd'hui.En 1794, il fut cité comme copie de Vélasquez dans l'inventaire de la Quinte du Duc d'Arco au Pardo, et devint propriété royale à partir de 1745.
Pour  Allende-Salazar il s'agirait d'un fragment d'un portrait équestre, mais cette hypothèse semble démentie par le traitement pictural du roi : tête nue et sur un fond gris neutre plus en accord avec une scène d'intérieur. Cependant, l'habit militaire qu'il porte fait penser que la toile a pu servir de modèle à d'autres portraits, et dans ce cas, à des portraits équestres comme ce fut probablement le cas pour le premier portrait du roi par Vélasquez. Celui-ci exécuté, selon Francisco Pacheco, le 30 août 1623 fut décrit par la suite comme portrait équestre « imité d'après nature, jusque dans les pays[ages] » ce qui suppose qu'il ne fut pas terminé avant août 1625 lorsqu'il fut exposé en public la « grand rue » de Madrid et doré par le modeste peintre  Julio César Semín.
La radiographie révèle sous la peinture actuelle, une première version sur laquelle Vélasquez introduisit des rectifications. Il modifia la position des épaules, le vêtement et surtout ajouta l'écharpe sur le torse du roi qui donne une tonalité rouge vif au portrait, mais en respectant le dessin original du visage. Les  dates de la réalisation de la première version  et de la dernière version se situent pendant la réalisation du portrait  Philippe IV de corps entier (Musée du Prado). Les modifications introduites sur le buste servirent de référence pour la tête de Philippe IV de corps entier